# Culex quintetti
Culex quintetti är en tvåvingeart som beskrevs av Jacques Brunhes och Adam 1967. Culex quintetti ingår i släktet Culex och familjen stickmyggor. Inga underarter finns listade i Catalogue of Life.